# Empyre one
Empyre one (Eigenschreibweise: EMPYRE ONE) ist ein Musikprojekt des deutschen DJs und Musikproduzenten Christian Beneken im Bereich der kommerziellen elektronischen Tanzmusik.

## Karriere
Unter dem Pseudonym Empyre One ist er seit 2004 als Produzent, Remixer und DJ in der Danceszene aktiv. Nach ersten Remixen wurde er 2007 durch DJ Gollum für sein neugegründetes Label Global Airbeatz unter Vertrag genommen. Von 2008 bis 2014 war er mit der Stilrichtung Hands-Up erfolgreich. Er konnte sich als Club-DJ etablieren und spielte auf großen Events wie der Airbeat One, Pumpkin Germany oder dem Easter Rave. Bekannte Titel waren Moonlight Shadow, Dangerous und Mirrors. Zudem produzierte er zahlreiche Remixe für andere Künstler wie DJ Manian, Klubbingman, Pulsedriver, Brooklyn Bounce oder Jan Wayne, und ist regelmäßig auf CD-Compilations wie der Future Trance, Club Sounds, Welcome to the Club oder Dream Dance vertreten.
Zwischen 2013 und 2015 entstanden mehrere Singles und Remixe in Zusammenarbeit mit DJ Gollum (The Bad Touch, Rockstar, Let The Love Shine, Stars). Die Originalversionen wurden in der Stilrichtung Electro-House produziert. Für die Single Rockstar konnte der durch die Gruppe R.I.O. bekannte Sänger Nicco gewonnen werden. 
Mittlerweile hat der Produzent seinen Platz im kommerziellen Electro-House gefunden und veröffentlicht seit 2015 regelmäßig Produktionen und Remixe in dieser Stilrichtung.

## Diskografie
| Jahr | Titel                                                          | Musiklabel             |
| ---- | -------------------------------------------------------------- | ---------------------- |
| 2008 | A Live so Changed (Remix) Soulcry                              | Cuepoint               |
| 2008 | Fairytale gone Bad (Remix) DJ Gollum                           | Global Airbeatz        |
| 2008 | Hold on to dream (Remix) DJ Fait                               | Active Sense           |
| 2008 | Alive (Remix) Tracore                                          | Mental Madness         |
| 2008 | Hold Me Tonight (Remix) Manian                                 | Zooland Records        |
| 2008 | I Turn To You (Single) Empyre One feat. Scarlet                | Active Sense           |
| 2008 | Shooting Star (Remix) Discotronic                              | Mental Madness         |
| 2008 | In The Shadows (Remix) Andrew Spencer vs DJ Gollum             | Global Airbeatz        |
| 2008 | Dangerous (Single) Empyre One                                  | Global Airbeatz        |
| 2009 | Man On Mars (Remix) Ralph Fridge vs Restricted Area            | Drop Out               |
| 2009 | As Long As You Want Me (Remix) O’Hara feat. Scarlet            | Global Airbeatz        |
| 2009 | Out of the Sahara (Remix) R.Gee & TeCay                        | Danceclusive           |
| 2009 | Trip To Wonderland (Remix)Like Thiz!                           | Global Groove          |
| 2009 | What Can I Say (Remix) Dragon & Hunter                         | Neptun Rec.            |
| 2009 | Tell Me Where You Are (Remix) A2B feat. Fara                   | Global Airbeatz        |
| 2009 | Highway To Disco (Remix) Dave Santo                            | Uptunes                |
| 2009 | Call Me (Remix) Marc Korn vs. Trusted Playaz                   | Zooland                |
| 2009 | Hello (Remix) Jan Wayne                                        | Deutsche Dance Records |
| 2009 | Moonlight Shadow (Single)Empyre One                            | Global Airbeatz        |
| 2010 | Superstar (Remix) Pulsedriver                                  | Aqualoop Records       |
| 2010 | Punkrocker 2.1 (Remix) Punkrockerz                             | Mental Madness         |
| 2010 | Rebel Yell (Single) Empyre One                                 | Global Airbeatz        |
| 2010 | Release Me / Schwerelos (Remix)Money G                         | Global Airbeatz        |
| 2010 | Loco (Remix) DJ Manian                                         | Zooland                |
| 2010 | Lost Without You (Remix) Dual Playaz                           | Central Stage of Music |
| 2010 | Get On The Floor (Remix) DJ Gollum                             | Global Airbeatz        |
| 2010 | One More Try (Remix) Monkey Business                           | Global Airbeatz        |
| 2010 | Bring It Back (Remix) Brooklyn Bounce                          | Mental Madness         |
| 2011 | Poison (Remix) DJ Gollum                                       | Zooland                |
| 2011 | Hold Me Now (Remix) Chris Victory                              | Cuedance Records       |
| 2011 | Here we are (Remix) DJ THT                                     | Tough Stuff            |
| 2011 | Never Close Your Eyes (Remix)Jack Brontes                      | Global Airbeatz        |
| 2011 | Reviens Moi (Remix) Starbreeze                                 | High Five Records      |
| 2011 | I.O.U. (Remix) Nick Austin                                     | Sounds United          |
| 2011 | Du Bist Nicht Du (Remix) Money G                               | Global Airbeatz        |
| 2011 | Rokk The Floor (Remix) Serenity & Spyer                        | Global Airbeatz        |
| 2011 | Bring Me To Life (Remix)Jan Wayne                              | Mental Madness         |
| 2011 | Poison (Remix)Petros feat. Roxay                               | Klubbstyle             |
| 2011 | C U 2nite (Remix) DJ Sequenza                                  | Tricky Tracks          |
| 2011 | Could It Be Love (Remix)Justin Corza                           | Central Stage of Music |
| 2012 | Jeanny (Remix) Money G feat. Falco                             | Global Airbeatz / SONY |
| 2012 | Lonely (Remix) Movetown feat Nana                              | Klubbstyle             |
| 2012 | Heartbroken (Remix)Halliday                                    | Cuepoint               |
| 2012 | Drunken (Remix)Basslovers United                               | Zooland                |
| 2012 | Mirrors (Single) Empyre One                                    | Global Airbeatz        |
| 2012 | Welcome Back (Remix) Sunset Project                            | Mental Madness         |
| 2012 | Moonlight Shadow 2k12 (Single) Empyre One                      | Global Airbeatz        |
| 2012 | The Bad Touch (Single) DJ Gollum & Empyre One; DE: Gold        | Global Airbeatz        |
| 2012 | All The Girls (Remix) L.A.R.5 feat. Jai Matt                   | Global Airbeatz        |
| 2013 | Rockstar (Remix) X-Cess!                                       | Danceclusive           |
| 2013 | Cold As Ice (Remix) Manian & Lance                             | Zooland                |
| 2013 | Kill It On The Floor (Remix)Danny Suko & Denny Crane           | Global Airbeatz        |
| 2013 | Revolution 2K12 (Remix)Klubbingman feat. Beatrix Delgado       | Klubbstyle             |
| 2013 | Amazing Music (Remix) Starjack                                 | Future Soundz          |
| 2013 | Mono 2 Stereo (Remix) Tomtrax                                  | Munix Records          |
| 2013 | Lost in the discotheque (Single) Empyre One                    | Global Airbeatz        |
| 2014 | Stereo (Remix) Moreno feat. Justin Fitch                       | Pulsive Media          |
| 2014 | Beam me up (Remix) Menderes                                    | Pulsive Media          |
| 2014 | Rockstar (Single) DJ Gollum & Empyre One vs. Nicco             | Global Airbeatz        |
| 2014 | Superstar (Remix) Chris Decay feat. Ella                       | Pulsive Media          |
| 2014 | Alive (Remix) Shaun Bate                                       | Munix Records          |
| 2014 | Elements 2k15 (Remix) Neo Cortex                               | Global Airbeatz        |
| 2014 | Let the Love Shine (Single) DJ Gollum & Empyre One             | Global Airbeatz        |
| 2014 | Tornado (Single) Empyre One & Enerdizer feat. D.T.E.           | Global Airbeatz        |
| 2015 | Queen of my heart (Remix) Menderes                             | Pulsive Media          |
| 2015 | Stars (Single) DJ Gollum & Empyre One                          | Global Airbeatz        |
| 2015 | The Bodyrock (Single) Empyre One & Enerdizer                   | Global Airbeatz        |
| 2015 | GO SMACK! (Single) Empyre One & Enerdizer                      | Global Airbeatz        |
| 2016 | Tricky Disco 2k16 (Single) Empyre One & Enerdizer              | Global Airbeatz        |
| 2016 | Wasted (Remix) Paul Dave Feat. Jonny Rose                      | Global Airbeatz        |
| 2016 | Sweet Harmony (Remix) Bubi & Banger                            | Global Airbeatz        |
| 2016 | Love Message 2k16 (Remix) Klubbingman & Beatrix Delgado        | Universal              |
| 2016 | My Radio (Single) Empyre One & Enerdizer                       | Global Airbeatz        |
| 2016 | Summermelody (Single) Empyre One & H2K                         | Global Airbeatz        |
| 2016 | Take me away (Remix) Steve Cypress                             | C47 Digital            |
| 2016 | Next World (Single) Empyre One & Enerdizer                     | Global Airbeatz        |
| 2017 | Moonlight Shadow 2k17 Empyre One & Enerdizer                   | Global Airbeatz        |
| 2017 | Saved By The Weekend (Remix) Sonera                            | Central Stage of Music |
| 2017 | Bis es kracht (Remix) DualXess feat. Peachtree                 | Balloon Records        |
| 2017 | Addicted To You (Remix) Bert Van Engel & Marc Korn feat. Nicco | High Five Records      |
| 2017 | Musica Del Sol (Remix) L.A.R.5 & Empyre One feat. Tommy Clint  | Global Airbeatz        |
| 2017 | Celebrate the Summer (Remix)Lacuna                             | Pulsive Media          |
| 2017 | Miracle of Love (Remix) R&R Project                            | Big Beef!              |
| 2018 | Surrender (Remix) R&R Project                                  | Big Beef!              |
| 2018 | Are You Ready (We Love the 90s) (Remix) Masterboy              | Klubbstyle Records     |
| 2018 | That’s You (Remix) Paul Dave                                   | Global Airbeatz        |
| 2018 | Where Did You Go Empyre One x Global Rockerz x Enerdizer       | Global Airbeatz        |
| 2018 | Dangerous (Cherry inc. Remix) Empyre One                       | High Five Records      |
| 2019 | Tricky Tricky 2k19 Sequenza x Empyre One x Enerdizer           | Global Airbeatz        |
| 2019 | Blue (Remix) Azul Brothers                                     | Sony                   |
| 2019 | Angeline Empyre One                                            | Global Airbeatz        |
| 2019 | Next World (GSB - Remix) Empyre One & Enerdizer                | Global Airbeatz        |
| 2020 | Moonlight DJ Gollum & Empyre One feat. Tommy Clint             | Global Airbeatz        |
| 2020 | My Radio (Quickdrop Remix) Empyre One & Enerdizer              | Global Airbeatz        |
| 2020 | Girl I Wanna Date DJ Gollum & Empyre One                       | Global Airbeatz        |
| 2020 | The Bad Touch 2k20 DJ Gollum & Empyre One                      | Global Airbeatz        |
| 2020 | Miracle (Remix) Marc Korn & Jaycee Madoxx                      | You Love Dance         |
| 2020 | Summer Rain DJ Gollum & Empyre One                             | Global Airbeatz        |
| 2020 | I Turn To You 2k20 Empyre One                                  | Global Airbeatz        |
| 2020 | Stars Never Lie (Hardstyle Mix) Empyre One & Enerdizer         | Global Airbeatz        |
| 2020 | Lonely (Remix) Standy & Marc Korn                              | Dance Magic Records    |
| 2020 | Escape DJ Gollum x Empyre One x King & White                   | Global Airbeatz        |
| 2020 | Moonlight Shadow (Stereo Faces Remix) Empyre One               | Global Airbeatz        |